# Pallanuoto ai V Giochi asiatici
Il V torneo asiatico di pallanuoto si svolse a Bangkok dal 14 al 18 dicembre 1966 nel corso dei V Giochi asiatici.
Il torneo si disputò con la formula del girone unico. Per la terza volta consecutiva fu il Giappone a conquistare il titolo continentale.

## Risultati
| 14 dicembre | Giappone | 10 – 1 | Indonesia |  |

| 14 dicembre | Singapore | 13 – 5 | Malaysia |  |

| 15 dicembre | Indonesia | 7 – 6 | Malaysia |  |

| 15 dicembre | Singapore | 13 – 6 | Thailandia |  |

| 16 dicembre | Giappone | 15 – 1 | Thailandia |  |

| 14 dicembre | Singapore | 5 – 3 | Indonesia |  |

| 17 dicembre | Giappone | 12 – 3 | Malaysia |  |

| 17 dicembre | Indonesia | 10 – 0 | Thailandia |  |

| 18 dicembre | Giappone | 9 – 3 | Singapore |  |

| 18 dicembre | Thailandia | 4 – 7 | Malaysia |  |

## Classifica finale
|         | Squadra    | Punti | G | V | N | P | GF | GS | Diff |
| ------- | ---------- | ----- | - | - | - | - | -- | -- | ---- |
| Oro     | Giappone   | 8     | 4 | 4 | 0 | 0 | 46 | 8  | +38  |
| Argento | Singapore  | 6     | 4 | 3 | 0 | 1 | 34 | 23 | +11  |
| Bronzo  | Indonesia  | 4     | 4 | 2 | 0 | 2 | 21 | 21 | 0    |
| 4.      | Malaysia   | 2     | 4 | 1 | 0 | 3 | 21 | 36 | -15  |
| 5.      | Thailandia | 0     | 4 | 0 | 0 | 4 | 11 | 45 | -34  |

## Fonti
- (EN) Todor66.com - Sport statistics Archive, su todor66.com.